# Mauro Ravnić
Mauro Ravnić (Rijeka,  RFS Yugoslavia; 29 de noviembre de 1959) es un exfutbolista, actualmente entrenador croata.

## Trayectoria
Ravnić tiene ascendencia italiana por su madre, que proviene de Monfalcone, en la provincia de Gorizia.
Ravnić debutó con el equipo de su ciudad natal, el HNK Rijeka, en 1977. Jugó once campañas en la primera división de la liga yugoslava, hasta que en 1988 dio el salto a la liga española, fichando por el Real Valladolid. 
Jugó cuatro campañas con los castellanos en Primera División, las dos primeras como titular indiscutible y luego alternando el puesto con Ángel Lozano y René Higuita.
En 1992 fichó por la UE Lleida. En su primera campaña fue uno de los puntales del equipo que logró el ascenso a Primera, y obtuvo el Trofeo Zamora como portero menos goleado del campeonato. El paso de los ilerdenses por la máxima categoría sólo duró una temporada y Ravnić se retiró tras consumarse el descenso.
Tras su retirada, empezó a trabajar como entrenador de porteros del Real Valladolid. Fue también responsable del fútbol base de la UE Lleida y ha dirigido a modestos equipos catalanes como el AE Prat, FC Benavent y al FC Ascó.

## Curiosidades
Durante la temporada que jugó en primera con la UE Lleida acertó los catorce resultados de una quiniela. Esa misma jornada, acertó que su equipo, la UE Lleida, ganaría al FC Barcelona en el Camp Nou, cosa que finalmente ocurrió al detener él mismo un lanzamiento de penalti a Romário y marcar su equipo en el minuto 87, logrando un resultado impensable de 0-1.
Durante 2010 se supo que padecía leucemia, pero finalmente la superó.